# Kawrak

Położenie na mapie gminy Kratowo

Kawrak, Kavrak (maced. Каврак) – wieś w północno-wschodniej Macedonii Północnej, w gminie Kratowo.